# Pošta Crne Gore
Die Pošta Crne Gore (englisch Montenegro Post) ist das nationale Postunternehmen Montenegros. Es wurde am 31. Dezember 1998 infolge der Aufspaltung von PTT Montenegro in zwei separate Unternehmen gegründet. Heute beschäftigt die Pošta Crne Gore mehr als 1000 Mitarbeiter.

## Geschichte
Die Anfänge der Postdienste in Montenegro gehen zurück bis ins 15. Jahrhundert, als Kuriere Postsendungen nach Konstantinopel durch das heutige Montenegro transportierten. Der Grundstein des öffentlichen Postverkehrs in Montenegro wurde im Jahr 1841 gelegt. Bereits 1854 wurde ein österreichisches Postamt auf dem Hoheitsgebiet Montenegros eröffnet. Anfang der 1870er eröffnete Montenegro das erste eigene Postamt und 1874 gab das kleine Land die erste Briefmarke mit dem Abbild von König Nikola herausgegeben. 1913 erfolgte zum vorerst letzten Mal die Herausgabe eigener Briefmarken, da Montenegro anschließend Teil Jugoslawiens war.
Das Unternehmen Pošta Crne Gore wurde am 31. Dezember 1998 neben der Crnogorski Telekom als eines der Nachfolgeunternehmen von PTT Montenegro gegründet.
Am 15. Dezember 2005 konnte Montenegro die Herausgabe eigener Briefmarken wieder aufnehmen. Der Beitritt zum Weltpostverein erfolgte am 26. Juli 2006 und am 17. Januar 2008 die Mitgliedschaft in der PostEurop.